# Weserbogenlied
Das Weserlied, auch Weserbogenlied genannt, eigentlich eine Ode an das Weserland, ist ein geläufiges Heimatlied, beinahe eine Heimat-Hymne, in Ostwestfalen-Lippe. Hier ist es Ausdruck des Regionalbewusstseins in Ostwestfalen-Lippe und besonders geläufig in den Kreisen Höxter, Holzminden und Minden-Lübbecke, man trifft es aber auch auf Volksfesten in der Mittelweserregion bis in den Bremer Raum hinein an.

## Text
Wo die Weser einen großen Bogen macht,
Wo der Kaiser Wilhelm hält die treue Wacht,
Wo man trinkt die Halben in zwei Zügen aus,
|: Da ist meine Heimat, da bin ich zu Haus. :|
Refrain:
Wir zieh’n ins Weserland,
Ins schöne Heimatland,
Dich will ich lieben
Bis in den Tod.
Wo die krumme Diemel in die Weser fließt,
Wo der Jordansprudel in die Höhe schießt,
Wo man treibt den Kranken Gicht und Rheuma aus,
|: Da ist meine Heimat, da bin ich zu Haus. :|
Refrain:
Wo die kleine Bastau in die Weser fließt,
 Wo der Kaiser Wilhelm noch von ferne grüßt,
 Wo man hört des Domes Glocken nah und fern,
|:Da ist meine Heimat, ja da leb ich gern. :|
Refrain:
Muß ich einmal in die weite Ferne zieh'n,
 Treibt die Sehnsucht wieder mich zur Weser hin,
 Von Hann Münden bis zum Nordseestrand 
|: Dort ist meine Heimat, ist mein Vaterland. :|
Refrain:
Wenn ich einmal tot bin, schaufelt mir ein Grab,
In die Erde, die ich so geliebet hab.
Schreibt auf meinem Grabstein diese Worte auf:
|: Hier war meine Heimat, hier war ich zu Haus. :|
Refrain:

## Erläuterungen
„Wo die Weser einen großen Bogen macht“ beschreibt den großen Weserbogen südlich von Porta Westfalica – die Weser wendet ihren Lauf kurz vor dem Weserdurchbruch nach Westen, bevor sie sich im „großen Bogen“ wieder nach Osten und schließlich durch die Porta Westfalica wieder nach Norden wendet. ⊙
„Wo der Kaiser Wilhelm hält die treue Wacht“ beschreibt das Kaiser-Wilhelm-Denkmal an der Porta Westfalica auf der Seite des Wiehengebirges. ⊙
„Wo die krumme Diemel in die Weser fließt“ – die Diemel ist ein Fluss im südlichen Ostwestfalen-Lippe und fließt bei Bad Karlshafen in die Weser. ⊙
„Wo der Jordansprudel in die Höhe schießt“ – Der Jordansprudel ist eine Heilquelle in Bad Oeynhausen ⊙.
„Wo man hört des Domes Glocken nah und fern“ – gemeint ist der Mindener Dom ⊙. Dieser liegt auf der Uferterrasse der Weser, das Kaiser-Wilhelm-Denkmal an der Porta Westfalica ist in Sichtweite.
„Wo man treibt den Kranken Gicht und Rheuma aus“ – beschreibt, dass in Ostwestfalen-Lippe eine außerordentlich große Zahl an Kurbädern existiert, (z. B. Bad Oeynhausen ⊙, Bad Salzuflen ⊙ u. a.).
„Wo die kleine Bastau in die Weser fließt“ die Bastau ist ein kleiner Fluss, der durch das Hiller Moor und Minden fließt, an der Weserpromenade mündet die Bastau dann in die Weser. ⊙

## Abwandlungen
Das Weserlied gibt es auch in Plattdeutsch, der Refrain lautet dann z. B.: Da is mine heimat, da ben ik to hus!
Für die zweite Strophe gibt es folgende Abwandlung, die besonders im Mindener Land und der Ravensberger Mulde die geläufigere Version ist, da die Werre ein Fluss ist, der bei Bad Oeynhausen in die Weser fließt, und von dieser Stelle das Kaiser-Wilhelm-Denkmal sichtbar ist:
Wo die wilde Werre in die Weser fließt,
Wo der Kaiser Wilhelm noch von ferne grüßt,
Wo man treibt den Kranken Gicht und Rheuma aus,
|: Da ist meine Heimat, da bin ich zu Haus. :|
Des Weiteren existiert die Strophe:
Wo Holzminde, Forstbach in die Weser fließt,
wo der schöne Ginster an den Hängen sprießt,
wo der Wandrer müde ruht am Weg sich aus,
|: Da ist meine Heimat, da bin ich zu Haus.:|
In der ostwestfälischen Jugend sind auch weitere, nicht ernst gemeinte, Abwandlungen (meist in der „Bierlaune“ eines Volksfestes) geläufig, z. B. (…) Dich will ich lieben, Barre Bräu Pils! oder „dich will ich lieben, Herforder Pils keiner will’s, Barre Bräu dein Herz erfreu Hoy!“ für Jugendliche des Kreises Minden-Lübbecke, beantwortet von den Lokalrivalen des Kreises Herford mit (…) Dich will ich lieben, Herforder Pils!
Die Melodie des Weserliedes ist auch in anderen Regionen Deutschlands bekannt, so z. B. in Mecklenburg („Wo die grünen Wiesen leuchten“) und in Oberfranken („Oberfranken, du mein schönes Heimatland“). Das vor der Volksabstimmung in Oberschlesien im Jahr 1921 entstandene Oberschlesier- oder Annaberglied wird ebenfalls auf diese Melodie gesungen und dient heute als inoffizielle Hymne der deutschen Minderheit in Oberschlesien.
- Karte mit allen Koordinaten:
- OSM |
- WikiMap